# Parafia Wniebowzięcia Najświętszej Maryi Panny w Trzcianie
Parafia Wniebowzięcia Najświętszej Maryi Panny w Trzcianie – parafia rzymskokatolicka, znajdująca się w diecezji tarnowskiej, w dekanacie Mielec Północ.